# Shadian-Zwischenfall

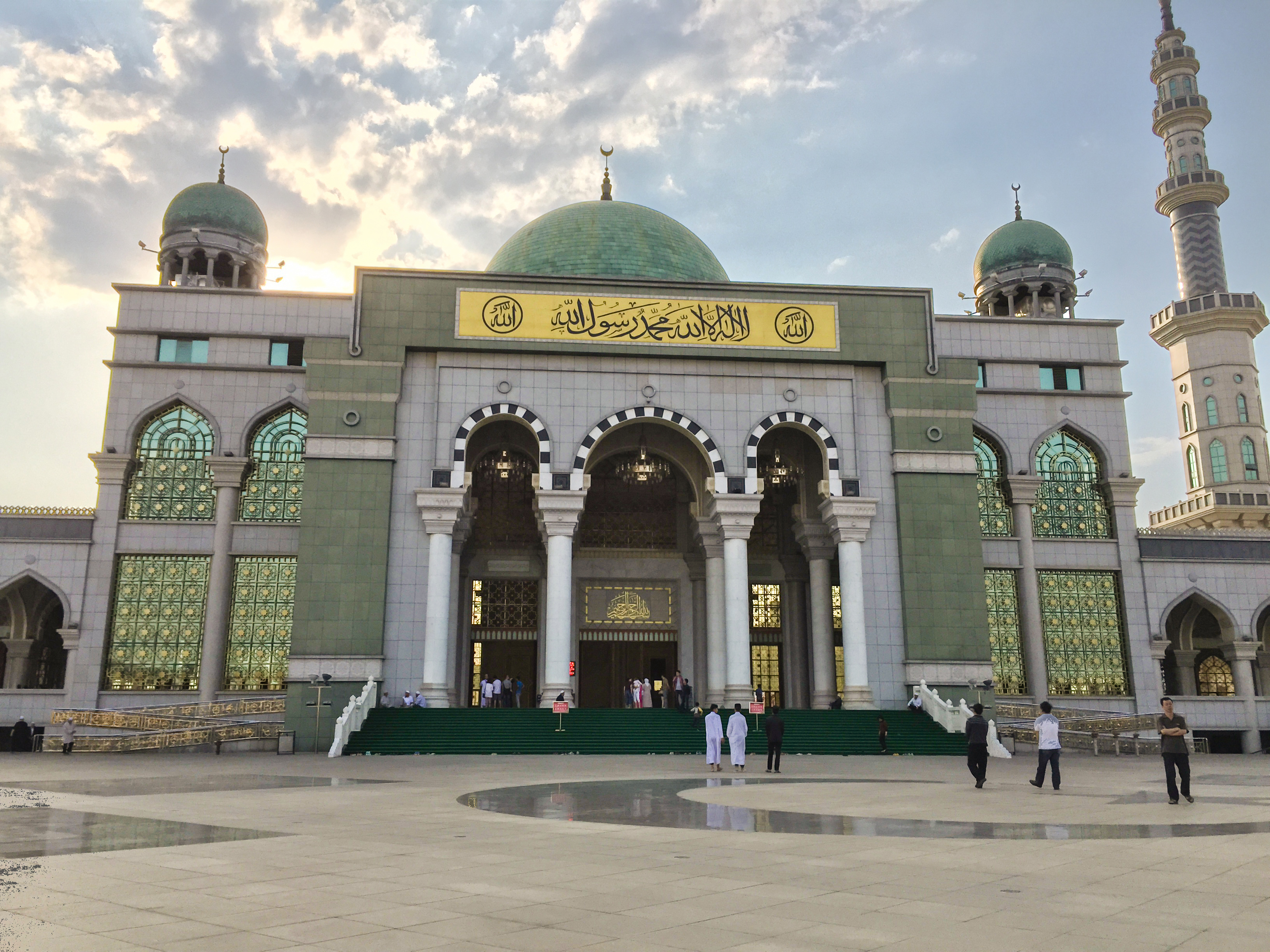
Die Große Moschee in Shadian

Der Begriff Shadian-Zwischenfall (chinesisch 沙甸事件, Pinyin Shādiàn shìjiàn) ist ein politischer Euphemismus für  einen großen Aufstand der muslimischen  Volksgruppe der Hui während der chinesischen Kulturrevolution, der in einem vom Militär geführten Massaker endete. Das Massaker wurde im Juli und August 1975 in sieben Dörfern der Provinz Yunnan verübt, insbesondere in der Stadt Gejiu in Shadian. Insgesamt führte das Massaker zum Tod von mehr als 1600 Zivilisten (866 allein aus Shadian), darunter 300 Kinder.  4400 Häuser wurden zerstört. Der große Konflikt zwischen der Kommunistischen Partei Chinas (KP Chinas) und dem Hui-Volk begann 1974, als dieses nach Kunming, der Hauptstadt von Yunnan, ging und die durch die chinesische Verfassung gewährte Religionsfreiheit forderte. Die lokale Regierung betrachtete das Verhalten von Hunderten von Demonstranten jedoch als „störend“ und „gegen die Führung der Partei“. 1975 versuchten die Dorfbewohner, die während der Kulturrevolution geschlossenen Moscheen gewaltsam wieder zu öffnen, was den Konflikt verschärfte und die Aufmerksamkeit Pekings auf ihn zog. Am 29. Juli 1975 wurden schließlich ungefähr 10.000 Soldaten der Volksbefreiungsarmee von Deng Xiaoping (einige Quellen behaupteten, es sei Wang Hongwen gewesen) angewiesen, den Konflikt beizulegen, was zu einem Massaker führte, das etwa eine Woche dauerte.
Nach der Kulturrevolution wurde der Shadian-Zwischenfall als einer der „ungerechten, falschen, falschen“ Fälle angesehen, und die Opfer wurden von der Kommunistischen Partei während der „Boluan Fanzheng“ -Periode rehabilitiert.

## Historischer Hintergrund
Während der Kulturrevolution wurden religiöse Menschen, darunter Buddhisten, Christen und Muslime, weitgehend verfolgt. Die Roten Garden verboten Muslimen, ihre Gebete in den Moscheen zu verrichten, sie zensierten islamische Bücher und verbrannten sie sogar und kämpften auch gegen Imame und einfache  Muslime. Nach der Gründung des Yunnan-Revolutionskomitees (云南省革命委员会) im August 1968 wurden die sogenannten „Konterrevolutionäre“ willkürlich verhaftet und verfolgt, und die Menschen wurden gezwungen, nach Shadian zu fliehen. Anfang Dezember 1968 sandte das Revolutionskomitee der Provinz Yunnan ein Propagandateam im Namen der „Propaganda des Mao Zedong-Gedankens“ nach Shadian. Mehr als 200 lokale Hui wurden zu „Kampf- und Kritiksitzungen“ geschickt, von denen 14 zu Tode verfolgt und 160 Menschen lebenslang verkrüppelt wurden. Im Oktober 1973 eröffneten die Muslime die geschlossene Moschee eigenmächtig und wurden dabei von den vom Revolutionskomitee entsandten Streitkräften behindert.

## Konflikt und Massaker
Im September 1974 gab das Parteikomitee der Provinz Yunnan eine Mitteilung heraus, in der es heißt: „Moscheen, die für andere Zwecke geschlossen oder umgebaut wurden, dürfen nicht für religiöse Aktivitäten geöffnet werden.“ Darüber hinaus legte die Kommunistische Partei fest, dass die wiedereröffneten Moscheen vom Volk selbst wieder geschlossen werden mussten.
1974 gingen mehr als 800 Hui aus Shadian nach Kunming und protestierten, forderten Religionsfreiheit. Das galt jedoch als „störend“ und „gegen die Führung der Kommunistischen Partei“ gerichtet. Über 1000 Hui aus anderen Gebieten nahmen an den Protesten teil. Konflikte eskalierten und Gewalt brach aus.
Schließlich kamen die Kommunistische Partei Chinas und die chinesische Regierung zu dem Schluss, dass die Bewegung militärisch rebellisch geworden war. Nach Zustimmung von Mao Zedong wurden ungefähr 10.000 Soldaten der Volksbefreiungsarmee angewiesen, den Aufstand zu unterdrücken. Das Massaker führte zum Tod von mehr als 1600 Zivilisten (866 aus Shadian), darunter 300 Kinder, und über 1000 wurden verletzt und lebenslang verkrüppelt, während 4400 Häuser zerstört wurden.
Das Massaker dauerte vom 29. Juli bis 4. August 1975. Einige sagten, die endgültige Anordnung des militärischen Angriffs stamme von Deng Xiaoping, andere von Wang Hongwen.